# Заєзьоже (гміна Скемпе)
Заєзьоже (пол. Zajeziorze, нім. Überwasser) — село в Польщі, у гміні Скемпе Ліпновського повіту Куявсько-Поморського воєводства.
У 1975-1998 роках село належало до Влоцлавського воєводства.